# Gammeltjärnen (Ängersjö socken, Hälsingland, 687371-145895)
Gammeltjärnen är en sjö i Härjedalens kommun i Hälsingland och ingår i Ljusnans huvudavrinningsområde. Sjön har en area på 0,0936 kvadratkilometer och ligger 358,3 meter över havet. Sjön avvattnas av vattendraget Vällån.

## Delavrinningsområde
Gammeltjärnen ingår i det delavrinningsområde (687344-145899) som SMHI kallar för Utloppet av Gammeltjärnen. Medelhöjden är 360 meter över havet och ytan är 0,32 kvadratkilometer. Räknas de 6 avrinningsområdena uppströms in blir den ackumulerade arean 43,66 kvadratkilometer. Vällån som avvattnar avrinningsområdet har biflödesordning 3, vilket innebär att vattnet flödar genom totalt 3 vattendrag innan det når havet efter 189 kilometer. Avrinningsområdet består mestadels av skog (56 procent). Avrinningsområdet har 0,09 kvadratkilometer vattenytor vilket ger det en sjöprocent på 29,3 procent.